# Kenwood Limited
Kenwood er en førende producent af køkkenmaskiner, som opererer i 44 lande. Kenwood har britiske rødder og er ejet af De'Longhi Group. Kenwood designer, producerer og sælger køkkenmaskiner bl.a. stavblendere, blendere, foodprocessorer, elkedler og brødristere.
Virksomheden blev grundlagt af Kenneth Maynard Wood i 1947, i byen Woking, hvor den oprindelige produktion foregik i hans garage. Hans mission var at hjælpe med a frigøre kvinder i køkkenet ved at designe arbejdsbesparende maskiner. I 1962 voksede virksomheden fra sin originale fabriksplads og flyttede til Havant, hvor de stadig er beliggende i dag. Der bliver solgt et Kenwood apparat hvert tredje sekund i verden.

## Historie
1940'erne
Det første Kenwood produkt var en revolutionerende toaster opfundet af Kenneth Wood, som blev introduceret på markedet i 1947 kendt som A100. Det var den første af sin slags i Europa da den ristede brødet på begge sider på samme tid.
1950-1960'erne
Tre år senere i 1950 blev den første udgave af Kenwood Chef køkkenmaskinen blen lanceret på udstillingen for ideelle hjem. Apparatet blev udviklet for at håndtere de mest besværlige køkkenopgaver og havde 3 udtag med forskellige hastigheds indstillinger, der gjorde det muligt at tilberede adskillige opskrifter. Indenfor in uge efter lanceringen havde supermarkedet Harrods udsolgt af Kenwood Chef maskinen. I løbet af 1960'erne havde Kenwood Chef fået succes over hele verdenen.
1970-1980'erne
Kenwood var også den første producent til at introducere elektrisk fart kontrol i deres produkter, en funktion tilføjet i 1973. Virksomhedens første foodprocessor blev lanceret i 1979. Ved 1989 had firmaet investeret i deres første fabrik baseret i Kina for at følge med efterspørgslen.
1990'erne-2000'erne
I 1997 i en alder af 81 år gik Kenneth Wood bort, efter en kort sygdom.  I dag har virksomheden mere end 80 internationale distributører. Kenwood tilsluttede sig De'Longhi-koncernen i 2000.
I 2009 lancerede Kenwood Cooking Chef, den første køkkenmaskine med et indbygget induktionsvarmelegeme, som tilbereder og blander samtidigt.
Den oprindelige designer af Kenwood Chef, Kenneth Grange, blev udnævnt til ridder i 2013 på baggrund af hans tjenester til designfaget. 

## Produkter
Kenwoods produkter inkluderer følgende kategorier:
• Køkkenmaskiner
• Mad og drikke tilberedning (Foodprocessorer, blendere og saftpressere)
• Morgenmad (Elkedler, brødristere, kaffemaskiner)
Den alkoholiske Irske creme drik Baileys blev først udviklet ved brug af en Kenwood mixer. 

## Design & Konstruktion
Virksomheden er nu synonym med høj-kvalitets produkter, som holder gennem generationer. Ifølge BBC bliver Chef maskinerne stadig brugt 40 år efter de først bliver taget i brug. 

## Eksterne kilder og henvisninger
- Officiel hjemmeside
- Kenwood Cooking Chef
- Ken Wood i Making the Modern World
- Danske Kenwood hjemmeside